# Syed Kamall

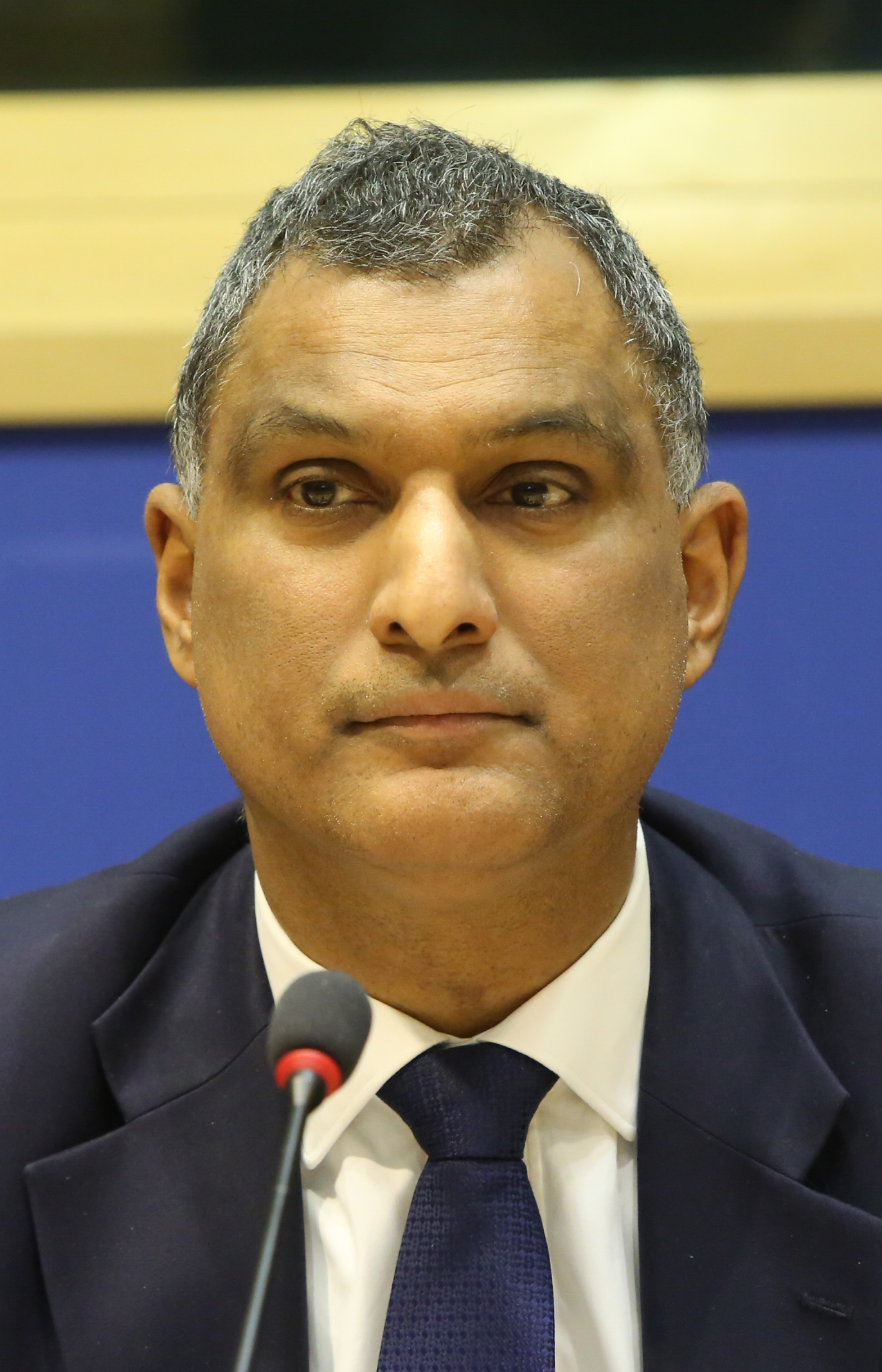
Syed Kamall (2019)

Syed Kamall, Baron Kamall (* 15. Februar 1967 in London) ist ein britischer Politiker der Conservative Party und seit 2021 Mitglied des House of Lords. Er war von 2005 bis 2019 Mitglied des Europäischen Parlaments und dort von 2014 bis 2019 Vorsitzender bzw. Ko-Vorsitzender der Fraktion der Europäischen Konservativen und Reformer (EKR).

## Leben
Syed Kamall stammt aus einer Familie indo-guyanesischer Herkunft. Sein Vater zog in den 1950er Jahren aus Guyana nach London.
Kamall absolvierte bis 1988 eine Ausbildung im Bereich Elektronik in Liverpool. 1989 erwarb er einen Master in science in Wirtschaftswissenschaft an der London School of Economics. Den akademischen Grad eines  PhD erhielt er 2004 zum Thema „Organisationswandel“ an der City University London.
Er war von 1989 bis 1991 Geschäftssystemanalytiker in der Abteilung für internationale Beziehungen der National Westminster Bank. Von 1994 bis 1996 lehrte er Betriebswirtschaft an der University of Bath. Im Anschluss bekam er einen einjährigen Forschungsauftrag für Betriebswirtschaft an der University of Leeds. Von 1997 bis 2001 war er stellvertretender Direktor von Omega Partners und im Anschluss von 2001 bis 2005 Berater für SSK Consulting. Ab 2004 lehrte er zusätzlich als Gastdozent an der Universität Leeds.
Nach seinem Ausscheiden aus dem Europäischen Parlament wurde Kamall im September 2019 zum Professor für Internationale Beziehungen und Politik an der St Mary’s University, Twickenham ernannt.

## Politische Karriere

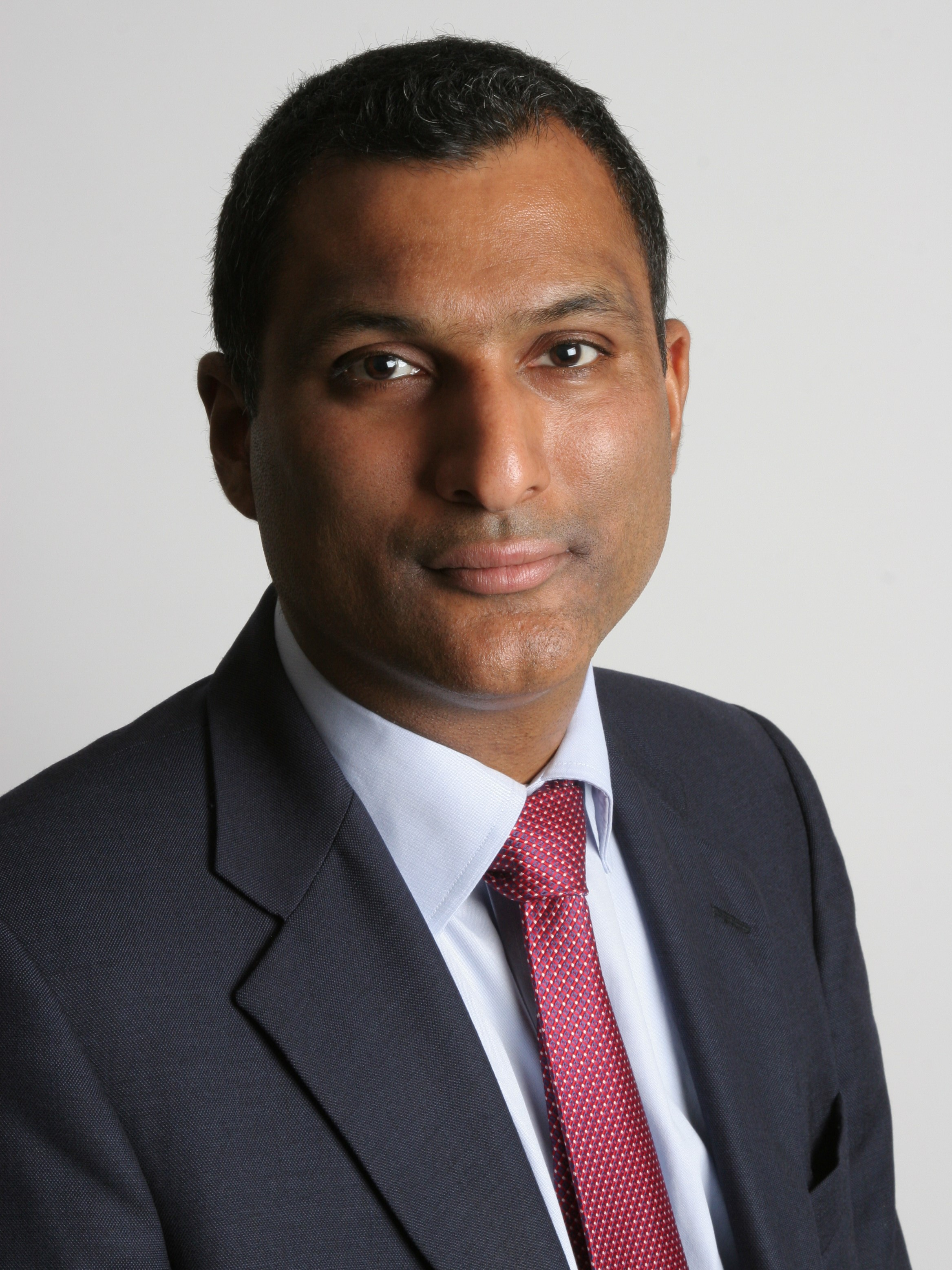
Kamall im Jahr 2007

Von 1991 bis 2004 war er Vorsitzender der Vereinigung der Konservativen von Vauxhall im Londoner Stadtviertel Stockwell. Er war Vorsitzender der European Parliament's Friends of Sports Cross Party group.
In der Periode 2009 bis 2014 wurde Kamall als EU-Abgeordneter gewählt. Er war Mitglied im Ausschuss für Wirtschaft und Währung.
Stellvertreter war er im Ausschuss für internationalen Handel, in der Delegation für die Beziehungen zu den Maghreb-Ländern und der Union des Arabischen Maghreb und in der Delegation in der Parlamentarischen Versammlung der Union für den Mittelmeerraum.

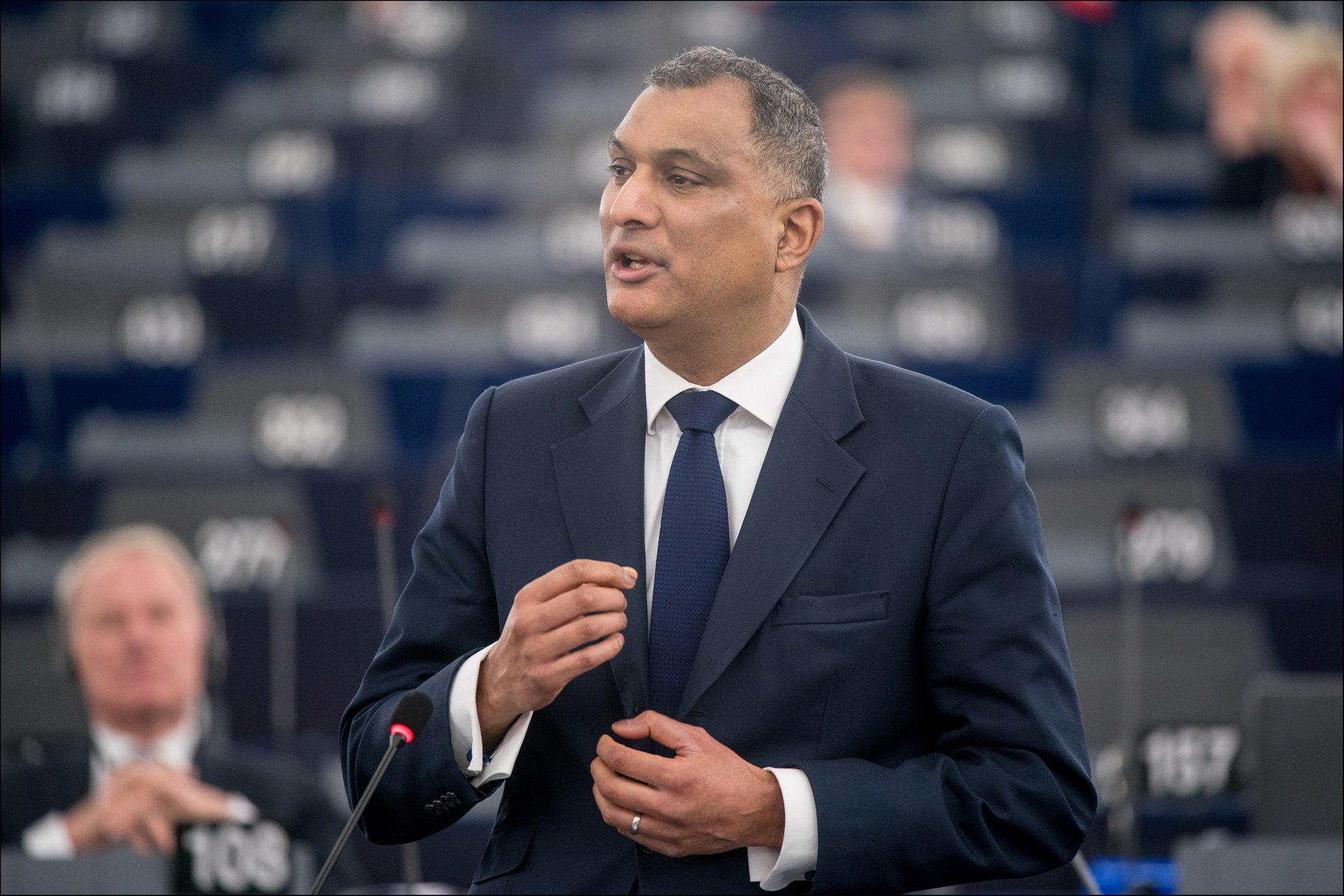
Kamall im Europäischen Parlament (2019)

Im Oktober 2018 provozierte Kamall in Straßburg einen Aufruhr, indem er Sozialisten und Nazis miteinander verglich. Von einer Bemerkung über Rechtsextreme während einer Debatte über den Brexit am 24. Oktober überrascht, beschrieb Kamall die Sozialisten als ähnlich wie die Nazis. Eine Intervention, die zu Aufruhr und heftigen Reaktionen führte, unter anderem von Guy Verhofstadt und Vizepräsident der Kommission, Frans Timmermans, der ihn als „idiotisch“ bezeichnete. Udo Bullmann von der S&D Fraktion, Deutschland, sagte: „Hunderttausende von Sozialdemokraten, aufrechte Menschen sind Opfer des Nazi-Terrors geworden. Weil sie nicht nachgegeben haben, weil sie Demokratie und Menschenwürde verteidigt haben. Ihre Bemerkung ist ein unbeschreiblicher Mangel an Respekt, Mr. Kamall. Absolut unwürdig für dieses Parlament Europas“. Kamall war schließlich gezwungen, sich zu entschuldigen.
Bei den Europawahlen im Mai 2019 verlor Kamall seinen Sitz im Europäischen Parlament. Am 28. Januar 2021 wurde er als Baron Kamall, of Edmonton in the London Borough of Enfield, zum Life Peer erhoben und ist dadurch seither Mitglied des House of Lords. Während der Regierung von Boris Johnson war er von September bis September 2022 Parlamentarischer Staatssekretär für Technologie, Innovation und Biowissenschaften im britischen Gesundheitsministerium. Während der kurzen Regierungszeit von Liz Truss im September bis Oktober 2022 war Kamall Parlamentarischer Staatssekretär für Zivilgesellschaft, Kulturerbe, Tourismus und Wachstum im Ministerium für Kultur, Medien und Sport.
Bei der Krönung von Charles III., 2023, trug er die Armreife (Armills).